# Louis Best
Pour les articles homonymes, voir Best.
Louis Best (Rupt-aux-Nonains, 6 juillet 1879 – Rupt-aux-Nonains, 30 décembre 1951), est un sous-officier français de la Première Guerre mondiale.
Avec une Croix de guerre 14-18 ornée de 12 citations, il fait partie des sous-officiers parmi les plus décorés de la Première Guerre mondiale.

## Biographie
Né à Rupt-aux-Nonains dans la Meuse, il est le fils d'un cordonnier Frédéric Best et de Hirma Monchablon.
De novembre 1900 à octobre 1903, il est incorporé au 2e régiment de zouaves en Algérie.
Libéré de ses obligations militaires, il reprend ses activités d'ouvrier agricole, et est versé, le 1er novembre dans la réserve du 94e régiment d'infanterie (RI) à Bar-le-Duc.

### Première Guerre mondiale
Le 2 août 1914, Louis Best est mobilisé au 44e régiment d'infanterie territoriale à Verdun, dans lequel se trouvait André Maginot.
Le soldat de 1re classe Best est cité une première fois, le 5 octobre, pour avoir enlevé à la baïonnette la ferme de l'Épina (Maucourt-sur-Orne) et en y entrant le premier le 2 octobre 1914.
Il est promu caporal le 21 octobre 1914, et passe, le lendemain, au 330e RI.
Il devient sous-officier (sergent) le 10 mai 1915, puis adjudant le 15 septembre 1916.
Il reçoit la médaille militaire, le 26 avril 1917 avec la citation suivante :

« Sous-officier d'une bravoure exceptionnelle. Le 18 mars 1917, malgré un bombardement intense, a entraîné sa section et l'a maintenu sur sa position. Blessé, est revenu après un pansement sommaire reprendre le commandement de sa troupe et ne l'a quitté que sur ordre du commandant de compagnie. Déjà cinq fois cité à l'ordre. »

L'adjudant Best est nommé chevalier de la Légion d'honneur sur le front le 12 avril 1918 avec la citation suivante :

« Excellent sous-officier plein de bravoure, de sang froid, d'énergie ; toujours volontaire pour les missions les plus périlleuses exaltant le courage de chacun par l'exemple de ses brillantes qualités militaires. Une blessure, sept citations. Médaille militaire pour faits de guerre. »

— 17 mars 1918,
Le 2 juin 1918, il est promu au grade d'adjudant-chef.
À la dissolution du 330e RI en septembre 1918, Best est muté au 365e RI le 16 septembre 1918.
L'adjudant-chef Best est démobilisé le 26 février 1919.
Au cours de toute la guerre, il est cité douze fois : cinq fois à l’ordre de l’armée, trois fois à l'ordre du corps d'armée, trois fois à l’ordre de la division, une fois à l'ordre du régiment.
À Saint-Germain-en-Laye le 6 février 1921, avec quatre autres soldats ayant reçu la Légion d’honneur sur le front, ils sont désignés « As des As de l'infanterie française » lors d’une cérémonie en présence du Président de la République Alexandre Millerand et du Maréchal Foch,
,.

### Après guerre
Après la guerre, il reprend son métier d'agriculteur, mais reste militaire de réserve au bureau de recrutement de Bar-le-Duc.
L'adjudant-chef de réserve Best est promu officier de la Légion d'honneur le 10 octobre 1930.
Il se marie à Rupt-aux-Nonains le 10 juin 1933 avec Berthe Charlotte Henry (1889-1936).
De cette union naît un fils : André.
Après la libération de la France, en avril 1945, il est élu maire de sa commune.
Il décède le 30 décembre 1951  des suites d'un  accident de voiture.
Il est enterré à Rupt-aux-Nonains le 2 janvier 1952.

## Décorations
- Officier de la Légion d'honneur (décret du 10 octobre 1930)
- Médaille militaire (17 avril 1917)
- Croix de guerre 1914–1918, palme d'argent (cinq citations à l'ordre de l'armée et sept étoiles)
- Insigne des blessés militaires (quatre blessures)
- Médaille commémorative de la guerre 1914–1918 (1920)
- Médaille interalliée de la Victoire (1922)
- Croix du combattant (1930)

## Postérité
Le 10 mai 1962, la cité américaine de la base de l'OTAN de Verdun est nommé Best Village en hommage à Louis Best.
En novembre 1972, la rue principale de Rupt-aux-Nonains est rebaptisée en son honneur.